# Mantidactylus madecassus
A Mantidactylus madecassus  a kétéltűek (Amphibia) osztályába és  a békák (Anura) rendjébe, az aranybékafélék (Mantellidae) családjába tartozó faj. 

## Előfordulása
Madagaszkár endemikus faja. A sziget délkeleti részén, az Andringitra-masszívumban, 1500–2500 m-es tengerszint feletti magasságban honos.

## Megjelenése
Kis méretű Mantidactylus faj. A hímek mérete 27–30 mm, a nőstényeké 25–34 mm. Orr-része nagyon rövid, úszóhártyái teljesen kifejlettek. A Mantidactylus pauliani fajtól páros ízület alatti dudorai különböztetik meg. Az írisz mindkét faj esetében jellegzetes színű: középen sötét, majd a szélek felé egyre sűrűsödő apró arany színű pettyek láthatók.

## Természetvédelmi helyzete
A vörös lista a veszélyeztetett fajok között tartja nyilván. Egy védett területen, az Andringitra Nemzeti Parkban fordul elő.